# 印度絲鰺
印度絲鰺（学名：Alectis indicus），又稱長吻絲鰺、印度白鬚鰺，俗名為銅鏡魽仔、大花串、鬚甘，為輻鰭魚綱鱸形目鱸亞目鰺科的一個種。其种加词“indica”意为“印度的”。

## 分布
本魚分布在印度太平洋區，包括紅海、東非、馬達加斯加、模里西斯、斯里蘭卡、印度、馬爾地夫、日本、中國沿海、菲律賓、印尼、越南、馬來西亞、澳洲、所羅門群島、密克羅尼西亞、斐濟群島、諾魯、馬里亞納群島、夏威夷群島、馬紹爾群島等海域。

## 深度
水深5至55公尺。

## 特徵
本魚眼緣到嘴的距離大於眼的直徑約有2倍，頭部輪廓不論老幼均明顯突出。第一背鰭有硬棘6枚，於體長約至30公分以後，第一背鰭即消失不見；第二背鰭有軟條17至18枚，前9枚軟條均呈長絲狀延長，體長30公分的中型魚，絲狀延長可達60至80公分；臀鰭有硬棘2枚，成長後消失，軟條16至17枚；胸鰭或臀鰭的前3至6枚軟條，亦有延長的現象。老成魚各鰭的絲狀延長會消失。體長可達165公分。

## 生態
幼魚游泳力弱，容易受海流推送，有進入港內、防波堤之可能，因此常被釣獲，或被潛水伕撈取賣給觀賞魚店。每當豪雨過後，沿岸的沙質海灘水質混濁，本魚常會聚集靠岸，捕食在濁水中大量孳生的糠蝦。

## 經濟利用
無腥味，淡白的魚，紅燒、清蒸都對味。另外幼魚可做為觀賞魚。